# 人道援助
人道援助（英語：Humanitarian aid）又稱人道救援，是基於人道主義（例如出現人道危機時）而對受助者作出物資上或物流上的支援，主要目的是拯救生命，舒緩不幸狀況，以及維護人類尊嚴。 「人道援助」與「發展援助」的主要分別，在於後者是致力於解決可能導致危機或緊急局勢的潛在社會經濟因素而發。

## 人道回應
人道救援由政府機構、非政府組織及其他非政府人道主義機構，根據人道主義原則提供。政府及聯合國機構所奉行的人道主義原則列於聯合國大會46/182決議案中。而非政府人道主義機構則依據《国际红十字和红新月运动及从事救灾援助的非政府组织行为准则》。

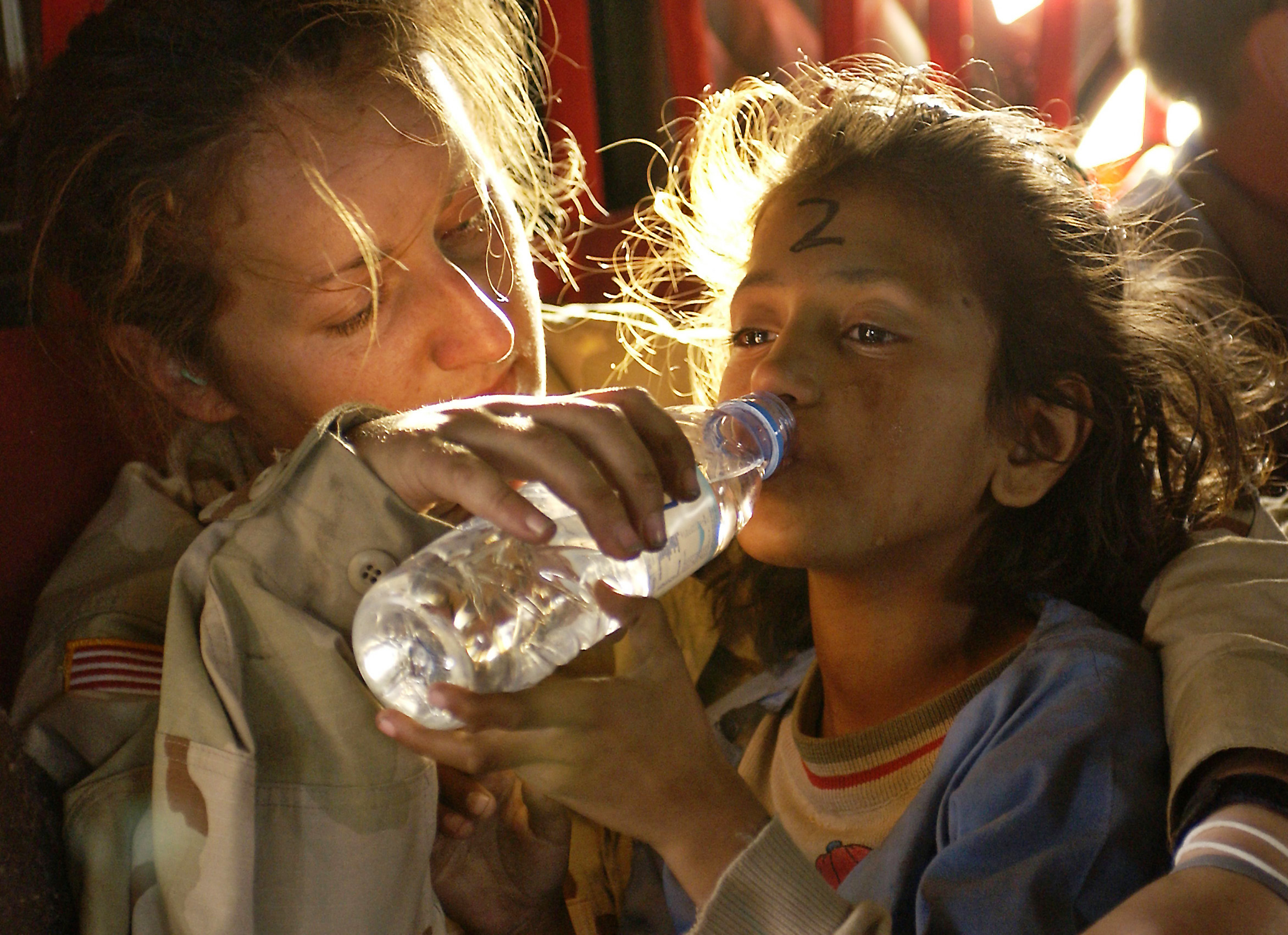
2005年10月19日，在从巴基斯坦的穆扎法拉巴德飞往伊斯兰堡的美军CH-47运输直升机上，美军中士科内利亚·拉赫瓦尔（Kornelia Rachwal）给一个年轻的巴基斯坦女孩喝水。

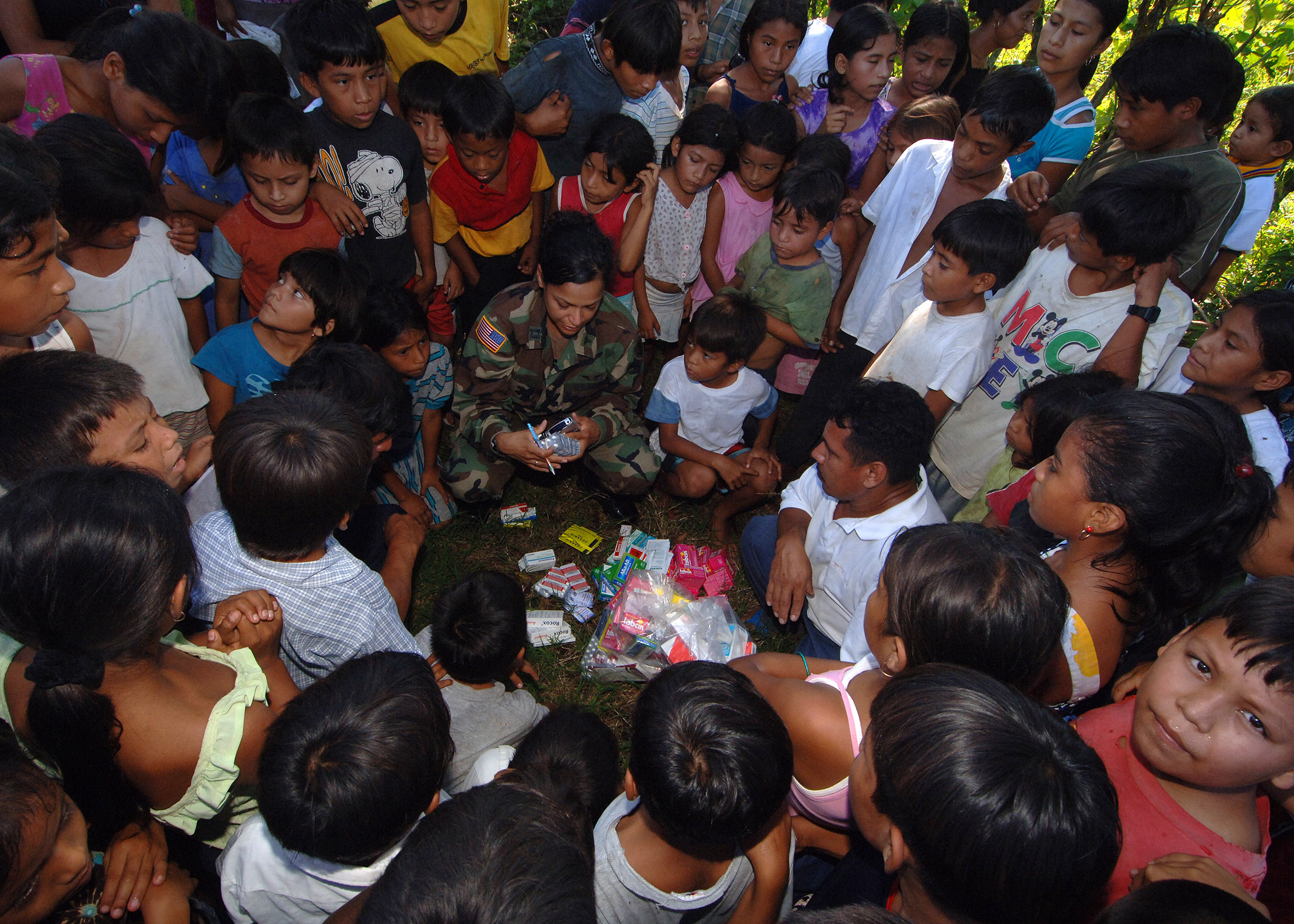
瓜地馬拉的美國藥品救濟計畫

## 資金
人道救援資金由個人、商業機構、政府及其他組織捐款維持。人道援助资金的筹集和人道援助物资的发放日益国际化，例如聯合國的中央应急基金，这有助于更快及更有效地回應影響大量人口的危急狀況。聯合國人道事務協調廳（OCHA）根据联合国大会第46/182号决议案，協調應對危機或緊急狀況的國際人道救援行动。

## 标准
國際人道責任夥伴組織（HAP International）與其合作夥伴、災難倖存者及其他各方一起制定了「2007年人道責任與質量管理標準」（簡稱HAP標準）。這個體系旨在確保獲得認證的機構能夠根據HAP標準來監督其人道行動的質量。實際上，有效期為三年的HAP證書意味著外部審計人員能夠了解該組織的使命、賬務和控制系統，從而確保其行動和整體問責制度更為透明。
正如国际人道责任伙伴组织所言，2007年人道责任与质量管理标准是人道组织的质量保障工具。通过将一个组织的运作程序、政策和成果与HAP标准的六大基准进行比较，就有可能衡量这个组织在确保其人道工作的质量和问责制度方面的表现。遵守这一标准的各个组织：
- 宣布遵守HAP人道行动原则及其自身的人道问责框架
- 开发并实施人道质量管理系统
- 为重要利益相关者提供质量管理方面的关键信息
- 使受益方及其代表能够参与项目决策并表示知情同意
- 确定工作人员的能力和发展需求
- 建立并实施投诉处理程序
- 建立持续改善的工作方法

由多個主要非政府人道主義機構出版的環球計劃手册中載有《全球计划：人道宪章和灾难响应最低标准》，當中列出了下列多項人道行动原则：
- 活得有尊嚴的權利
- 戰鬥人員與非戰鬥人員的區分
- 不遣返原則

以“质量指南”为基础的“质量项目”是“全球计划”之外的另一个选择，它考虑了追求“最低”标准而非质量的工作方式以及标准化的副作用。这一项目由救援、重建与发展集团（Groupe URD）组织开展。

## 国际人道援助排名
根据全球人道主义援助机构（Global  Humanitarian Assistance，以下简称GHA）的研究，西方各国政府一直是国际人道救援的最大贡献者。据GHA的数据，2003年至2012年的十年间，美国政府累计提供了389亿美元的资金用于国际人道救援，稳居全球政府性人道主义捐助榜首位，是排在第二位的欧盟数额的两倍多。
此外，国际人道救援拨款额领先的国家还有英国、德国、瑞典、日本、荷兰、挪威、加拿大、法国、西班牙、澳洲和意大利等国。其中日本曾是国际人道援助最多的国家，2001年美国才超越日本成为全球头号援助大国并保持至今。2012年，美国政府援助了38亿美元的国际人道善款，同年中国政府国际人道援助额约2700万美元，仅約美国的0.7%。
若以援助额占GNI的比例衡量一国慷慨度，卢森堡则为2012年最乐于助人的国家。2012年卢森堡贡献了全国国民总收入的0.16%用以支援外国人道救援，而瑞典、土耳其分别以0.14%和0.13%的比值位列其后。GHA还将总援助额和各国人口数做了比较，结果为2012年卢森堡还是全球最慷慨的国家——该国公民为了人道援助平均每人贡献了142美元。

## 另见

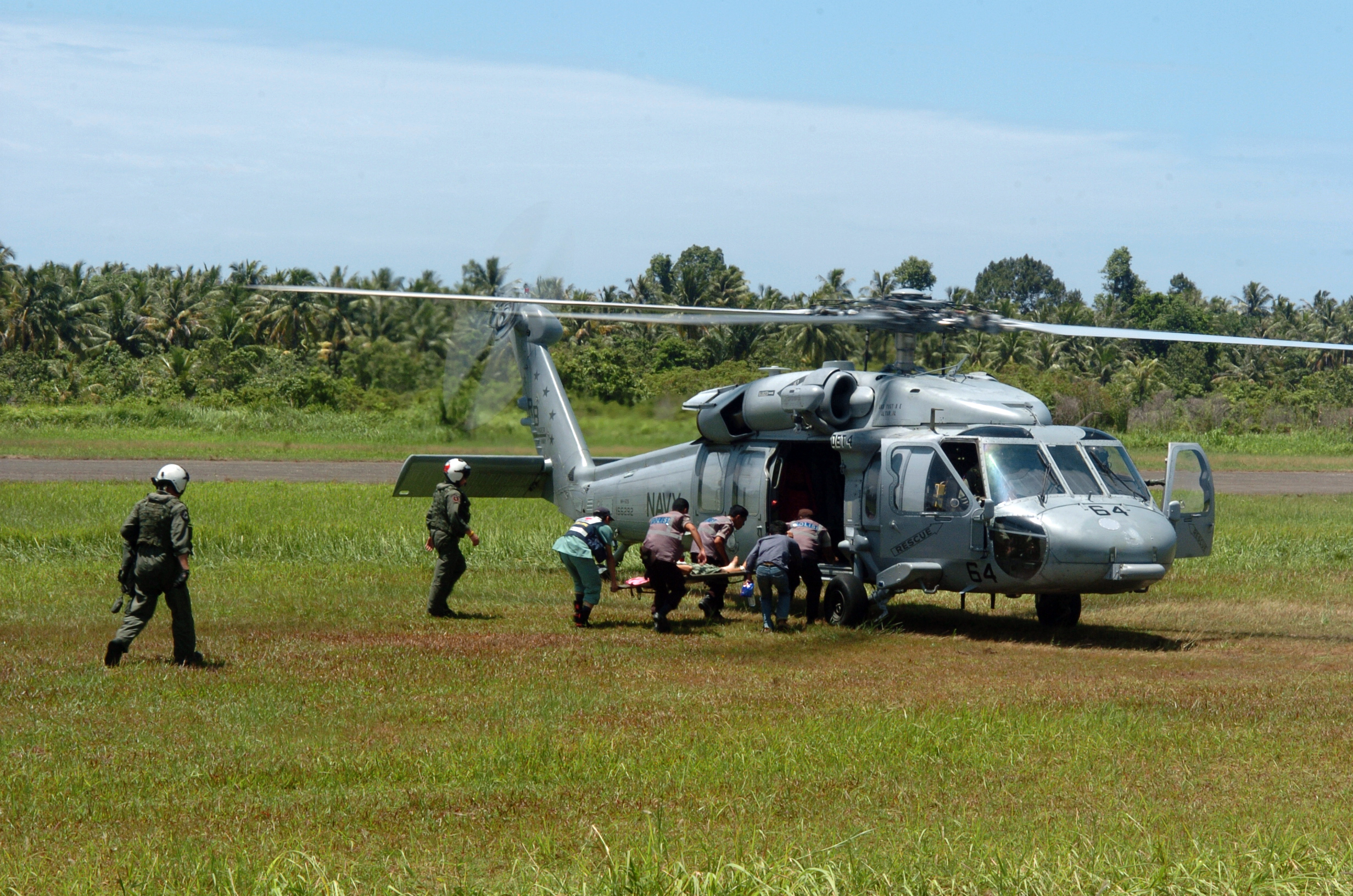
美國的SH-60海鷹直升機在印尼救援